# Berglind Björg Þorvaldsdóttir
Berglind Björg Þorvaldsdóttir, née le 18 janvier 1992 dans les îles Vestmann, est une footballeuse internationale islandaise évoluant au poste d'attaquante au Valur Reykjavik.

## Biographie

### Carrière en club

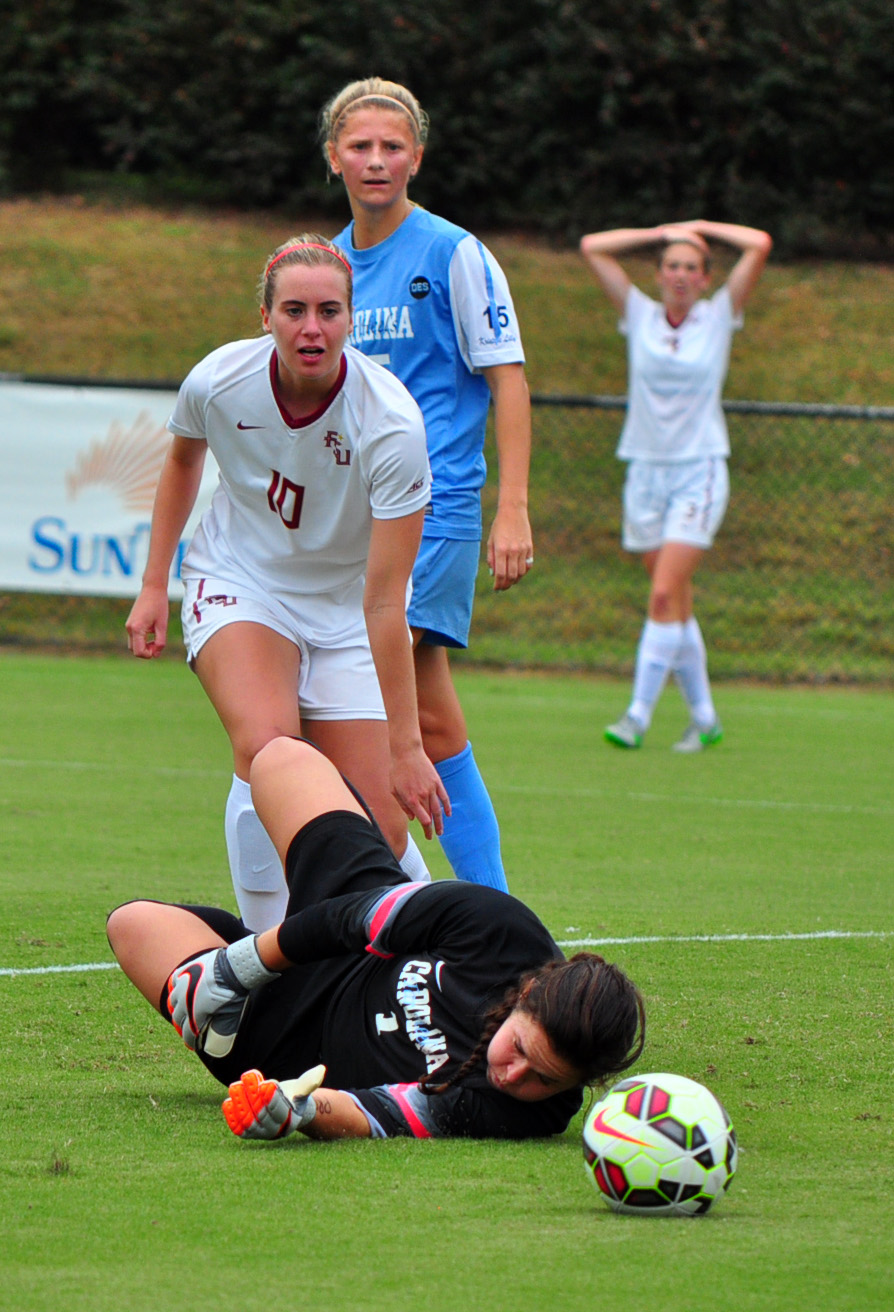
Berglind marquant un but avec les Seminoles en octobre 2015.

Berglind Björg commence sa carrière professionnelle en 2007 à Breiðablik dans le championnat islandais. En 2011, elle s'engage à l'ÍBV, passant deux saisons dans ce club. D'août 2012 à juin 2016, Berglind Björg étudie à la université d'État de Floride aux États-Unis. Pendant cette période, elle alterne entre jouer pour les Seminoles de Florida State et de brefs séjours à jouer pour des clubs professionnels dans son pays d'origine, d'abord avec Breiðablik (2013 et 2014) puis avec Fylkir (2015 et 2016). En juillet 2016, Berglind Björg rentre définitivement chez elle et joue à nouveau pour Breiðablik.
En septembre 2017, Berglind Björg quitte l'Islande pour jouer dans le club italien de l'ASD Vérone. En janvier 2020, elle s'engage à l'AC Milan. Elle y joue cinq matchs et marque cinq buts avant que la saison soit suspendue en raison de la pandémie de Covid-19 et qu'elle retourne dans son pays.

### Carrière internationale
Berglind Björg fait ses débuts en sélection islandaise des moins de 17 ans le 17 septembre 2007 lors d'un match de qualification contre la Lettonie pour le championnat d'Europe féminin des moins de 17 ans 2008. Elle participe aux six matches disputés par l'Islande dans la compétition. Elle représente également l'Islande lors de l'édition suivante. Le 24 avril 2008, elle dispute son premier match en équipe d'Islande U19, contre la Belgique lors des qualifications pour le championnat d'Europe féminin des moins de 19 ans 2008. Elle représente l'Islande également lors des trois éditions suivantes. 
En 2010, Berglind Björg est appelé pour l'Algarve Cup avec l'équipe nationale d'Islande et dispute son premier match à l'occasion du premier match de l'Islande dans la compétition le 24 février contre les États-Unis. Elle dispute également avec l'Islande l'Algarve Cup 2011, 2016 (lorsque l'Islande termine troisième) et 2017. Le 6 avril 2017, lors d'un match contre la Slovaquie, Berglind Björg marque son premier but international. Le 22 juin 2017, elle est sélectionnée par l'entraîneur Freyr Alexandersson dans l'équipe qui représente l'Islande à l'Euro 2017.
En juin 2022, elle est sélectionnée par Þorsteinn Halldórsson pour disputer l'Euro 2022 en Angleterre.